# 嘉村平八
嘉村 平八（かむら へいはち、1890年（明治23年）12月25日 - 1967年（昭和42年）6月28日）は、日本の冶金学者。九州工業大学及び西日本工業大学学長を務めた。

## 人物
1890年12月25日、佐賀市に生まれる。佐賀中学5年生の時、明治専門学校総裁を務めていた山川健次郎の講演に触発されて1909年に私立明治専門学校（現・九州工業大学）1期生として冶金科に入学する。
卒業後明治鉱業に入社、米国リーハイ大学留学を経て、1925年に母校の教壇に立つ。爾来36年間に亘って、明治専門学校、明治工業専門学校、九州工業大学の教育研究に大きな足跡を残した。その間、水素還元製法による超高純度鋼いわゆる嘉村鋼の発明により帝国発明協会表彰、鉄の磁気的性質に及ぼす燐の影響に就いての論文に対して日本鐵鋼協会表彰など鉄冶金界に名声を刻し、九州大学より工学博士の学位を授与される。
1953年から九州工業大学第2代学長として、大学運営に携わり、創立50周年記念事業を、文字通り粉骨砕身、東奔西走のうえ成功させ九州工業大学発展の大いなる礎を築いた。1961年に学長を勇退するにあたり、退官記念事業会が発起され、胸像の建立、嘉村記念賞の制定（我が国科学技術の振興に貢献した九州工業大学関係者を顕彰しようと創設）とその業績が称えられ、今日にその名を残す。
1967年1月に西日本工業大学の初代学長に就任するが、わずか半年後の6月に病没する。76歳没。

## 略歴
- 1890年（明治23年）：佐賀県佐賀郡（現在の佐賀市）に生まれる。
- 1909年（明治42年）：佐賀中学校（現在の佐賀県立佐賀西高等学校）を卒業。
- 1913年（大正2年）：明治専門学校（現在の九州工業大学）冶金科を卒業し、明治鉱業株式会社に入社。
- 1919年（大正8年）：米国に留学。
- 1921年（大正10年）：米国ペンシルベニア州リーハイ大学を修了（Master of Science取得）。
- 1925年（大正14年）：明治鉱業株式会社を退社し、明治専門学校講師に就任。
- 1927年（昭和2年）：明治専門学校教授に昇任。
- 1935年（昭和10年）：「水素還元法による製鉄法及含有燐無炭素鉄製造方法」の発明に関し表彰される（帝国発明協会）
- 1936年（昭和11年）：「鉄の磁気的性質に及ぼす燐の影響に就いて」の論文に対し表彰される（日本鉄鋼協会）
- 1937年（昭和12年）：工学博士（九州大学）の学位を取得。
- 1941年（昭和16年）：勲六等瑞宝章を受章。
- 1944年（昭和19年）：明治工業専門学校教授に就任。（明治専門学校から明治工業専門学校に改称）
- 1945年（昭和20年）：勲五等瑞宝章を受章。
- 1949年（昭和24年）：九州工業大学教授に就任（明治工業専門学校を包括，設置）
- 1953年（昭和28年）：九州工業大学長に就任。
- 1961年（昭和36年）：九州工業大学長を任期満了し、九州工業大学名誉教授となる。
- 1966年（昭和41年）：勲二等瑞宝章を受章。
- 1967年（昭和42年）：西日本工業大学の初代学長に就任するも病気により永眠。76歳没。

## 論文
- 「平炉に於ける余熱の利用に就て」『鉄と鋼』第8巻第12号、日本鉄鋼協会、1922年12月25日、863-866頁、NAID 130005619809。
- 「水素に依る酸化鉄及び鉄鉱の還元」『鉄と鋼』第9巻第10号、日本鉄鋼協会、1923年12月25日、699-708頁、NAID 130005619919。
- 「鉄鉱の還元に就て（其一）」『鉄と鋼』第10巻第7号、日本鉄鋼協会、1924年7月25日、475-489頁、NAID 130005616980。
- 「鉄鉱の還元に就て（大正十三年九月二十四日講演）」『鉄と鋼』第11巻第1号、日本鉄鋼協会、1925年1月25日、11-30頁、NAID 110001840787。
- 「水素還元に依り製造せる鉄の性質に就て（日本鉄鋼協会第五囘公演大会講演）」『鉄と鋼』第17巻第2号、日本鉄鋼協会、1931年2月25日、109-118頁、NAID 130005617338。
- 「鉄の機械的性質に及ぼす燐の影響に就て（日本鉄鋼協会第七囘公演大会講演）」『鉄と鋼』第18巻第4号、日本鉄鋼協会、1932年4月25日、405-410頁、NAID 110001841053。
- 「瓦斯還元法に依るスポンヂ鉄の製造に就て（B. スポンヂ鉄製造に於る製錬法, 附録 第六囘研究部会議事録（第二囘砂鉄部会））」『鉄と鋼』第18巻第5号、日本鉄鋼協会、1932年5月25日、30-35頁、NAID 110001841062。
- 「鉄の機械的性質に及ぼす満俺の影響（日本鉄鋼協会第拾囘講演大会）」『鉄と鋼』第19巻、日本鉄鋼協会、1933年4月3日、6頁、NAID 110001869342。
- 「鉄の磁性に及ぼす燐の影響に就て（日本鉄鋼協会第拾壱囘講演大会）」『鉄と鋼』第19巻、日本鉄鋼協会、1933年10月16日、5-6頁、NAID 110001841097。
- 「鉄の機械的性質に及ぼすマンガンの影響に就て（日本鉄鋼協会第10囘講演大会講演）」『鉄と鋼』第20巻第7号、日本鉄鋼協会、1934年7月25日、517-521頁、NAID 110001869415。
- 「鉄の磁気的性質に及ぼす燐の影響に就て（日本鉄鋼協会第11囘講演大会講演）」『鉄と鋼』第21巻第8号、日本鉄鋼協会、1935年8月25日、643-655頁、NAID 130005617844。
- 「欧洲に於ける熔鉱炉の酸性操業に就て（昭和14年2月28日日本鉄鋼協会講演会）」『鉄と鋼』第25巻第7号、日本鉄鋼協会、1939年7月25日、535-543頁、NAID 110001869513。
- 「転炉と高周波電気炉の併用による純鉄の製造（昭和24年10月本会講演大会にて講演）」『鉄と鋼』第37巻第7号、日本鉄鋼協会、1951年7月25日、394-396頁、NAID 130005619091。
- 嘉村平八、沢村企好「燐酸鉄鉱滓中の燐の状態」『九州工業大学研究報告』第3号、九州工業大学、1953年3月1日、48-52頁、NAID 110000150903。
- 「製鉄工業と輸送問題」『鉄と鋼』第47巻第12号、日本鉄鋼協会、1961年11月1日、1663-1664頁、NAID 130005615045。

### 博士論文
- 「水素還元法によつて製造せる鉄の性質に及ぼす燐の影響に就て」、九州帝国大学、1937年4月7日、NAID 500000487627。

## 参考資料
- 『技術に堪能なる士君子』（九州工業大学開学80周年記念。非売品。）